# Dumitrescuella ornata
Dumitrescuella ornata is een hooiwagen uit de familie Agoristenidae.